# 多義語
多義語（たぎご）とは、ひとつで複数の意味を持つ語のことである。また、そのような性質を「多義的」あるいは「多義性がある」という。
元来別の語であったもの（狭義の同音異義語）と、同一語であったが歴史的に意味が分化し別語と認識されるようになったものとに分けることができるが、必ずしも区別できない場合もある。

## 漢字一字の例
例えば、「経」という字は、以下のように多方面に亘っており、全く異なる意味を持っている。
- 縦糸（用例：東経、経緯）
- 治める（用例：経営、経済、経綸）
- 平常（用例：経常）
- 通る（用例：経由、経過）

これらの意味は、前後に来る漢字を見て判別することになる。
当用漢字や常用漢字の制限で、結果的に多義になる場合がある。たとえば、「奇蹟」などに使われる「蹟」の字は、常用漢字から外れたため、多くの場合、「奇跡」と書き換えられる。このような場合、「跡」の漢字は「蹟」の意味合いを併せ持つことになる。

## 漢字二字の例
例えば、「養生」という熟語は、以下の異なる意味を持っている。
- 体を大事にする、保養
- 土木工事で固まらないコンクリートを保護する、建築で柱や壁に傷がつかないよう保護する

「反射」「義理」「生理」「一物」「遺憾」「結構」といった語もあげられる。

## 語句の例
例えば「遺憾の意を表する」という語句は、以下の異なる意味を持っている。
- 申し訳ないという気持ちを表明する
- 相手を非難する気持ちを表明する

これらの意味は、前後の文脈を見て判別することになる。

## 日本語の例
日本語の「首」という語は、「頭」「頭と体をつなぐ細い部分」と「解雇、罷免」という、全く異なる意味を持つ。どちらの意味かは文脈で判断することになる。尚、別の字に書き換えて区別する場合には、「頭と体をつなぐ細い部分」は『頚』、「解雇、罷免」は『免』となる。
英語が日本語の文脈で使用され、『国家試験をパスした』という文の場合、「国家試験に及第した」とも「国家試験を回避した」とも解釈できてしまう。

## 英語の例
- "light"という語は、以下の意味を持つ。
  - 光、光源
  - 軽い

"light"の他にも多義語が多く存在しており、論理学では、equivocation[英語版記事]という誤謬の原因になる。例えば、「羽は軽い(light)。明るいもの(light)は暗くない。だから、羽は暗くない。」など。